# Hochwasserrückhaltebecken Luhne-Lengefeld
Das Hochwasserrückhaltebecken Luhne-Lengefeld ist eine Stauanlage im Nordwesten Thüringens zwischen Mühlhausen und Lengefeld. In dem normalerweise leeren Becken wird bei Hochwasser das Wasser der Luhne zurückgehalten.
Der Staudamm wurde 1951 bis 1953 gebaut und die Gesamtanlage 1955 in Betrieb genommen. Er ist ein Erddamm, der in drei Zonen unterteilt ist. Er hat an der Wasserseite und an der Luftseite je eine Berme. Zum Untergrund hin ist der Damm mit einem Sporn und einem Dichtungsschleier (Injektionsschleier) abgedichtet. Der Baugrund besteht aus Muschelkalk, Mergelkalk, Lehm, Geschiebemergel, Schieferton und Kalkstein.
Die Betriebseinrichtungen umfassen ein Einlaufbauwerk, einen Freispiegelstollen, einen Schieberschacht in Dammmitte mit zwei Schiebern, ein Tosbecken und eine Hochwasserentlastungsanlage.